# Роузен, Стивен
Сти́вен Ро́узен (Ро́зен; англ. Steven J. Rosen; также известен как Сатьяра́джа Да́са, IAST: Satyarāja Dāsa; род. 20 октября 1955, Кливленд, Огайо) — американский писатель, публицист и исследователь индуизма, основатель и редактор научного журнала The Journal of Vaishnava Studies, автор более чем 30 книг по индуизму, вегетарианству и другим темам. Книги Роузена переведены и опубликованы на многих языках, включая русский, испанский, немецкий, китайский, шведский, венгерский и чешский.

## Биография
Стивен Роузен родился в Кливленде, Огайо, в 1955 году. В 1975 году, будучи студентом Принстонского университета, он присоединился к Международному обществу сознания Кришны (ИСККОН), получив духовное посвящение и духовное имя «Сатьяраджа Даса» (в переводе с санскрита — «слуга царя истины») от основателя ИСККОН Бхактиведанты Свами Прабхупады.

## Литературная деятельность
Стивен Роузен является автором раздела об индуизме для энциклопедии «Introduction to the World’s Major Religions» («Введение к основным религиям мира»), опубликованной научным издательством Greenwood Publishing в 2006 году. В том же году, по заказу издательства, Роузен написал книгу «Essential Hinduism», в которой изложил свой предыдущий вклад в энциклопедию в более расширенной и доступной форме. В 2008 году вышла в свет книга Розена «The Yoga of Kirtan: Conversations on the Sacred Art of Chanting» («Киртана-йога: беседы о священном искусстве воспевания»), посвящённая теме киртана — религиозных песнопений в индуизме. В книге содержатся интервью с более чем двадцатью мастерами жанра со всего мира и эссе на тему киртана как духовной формы йоги. Розен также является автором двух книг на тему вегетарианства: «Вегетарианство в мировых религиях» («Diet for Transcendence: Vegetarianism and the World Religions», 1997) и «Holy Cow: The Hare Krishna Contribution to Vegetarianism and Animal Rights» (2004).

## Личная жизнь
Стивен Роузен живёт в Нью-Йорке с женой и дочерью.

## Критика
В 1992 году канадский индолог Ян Бжезинский отмечал, что Роузен занимает в ИСККОН особое положение, являясь одним из немногих кришнаитских авторов, активно использующих работы учёных-индологов. Бжезинский высказал мнение, что в своих книгах Роузен по сути использует религиозный, а не научный подход. Он отметил, что Роузен поддерживает дружеские отношения с известными индологами, некоторые из которых выступили авторами предисловий к его книгам, и что в своих критических рецензиях на книги Роузена индологи отмечают, что несмотря на то, что автор использует некритический подход в исследовании исторических вопросов, в его работах всё же содержится «что-то ценное» как для его единоверцев-кришнаитов, так и для учёных.